# Karl-Heinz Schleifer
 (octobre 2015).
Si vous disposez d'ouvrages ou d'articles de référence ou si vous connaissez des sites web de qualité traitant du thème abordé ici, merci de compléter l'article en donnant les références utiles à sa vérifiabilité et en les liant à la section « Notes et références ».
Karl-Heinz Schleifer (né le 10 février 1939 à Freising) est un microbiologiste allemand et professeur émérite de microbiologie au Science Center Weihenstephan de l'université technique de Munich.
Spécialisé dans l'identification et la classification des bactéries, il a donné son nom à plusieurs espèces, telles que Staphylococcus schleiferi, Microbacterium schleiferi ou Schleiferia thermophila.